# لانچیا تتا-۳۵اچ‌پی

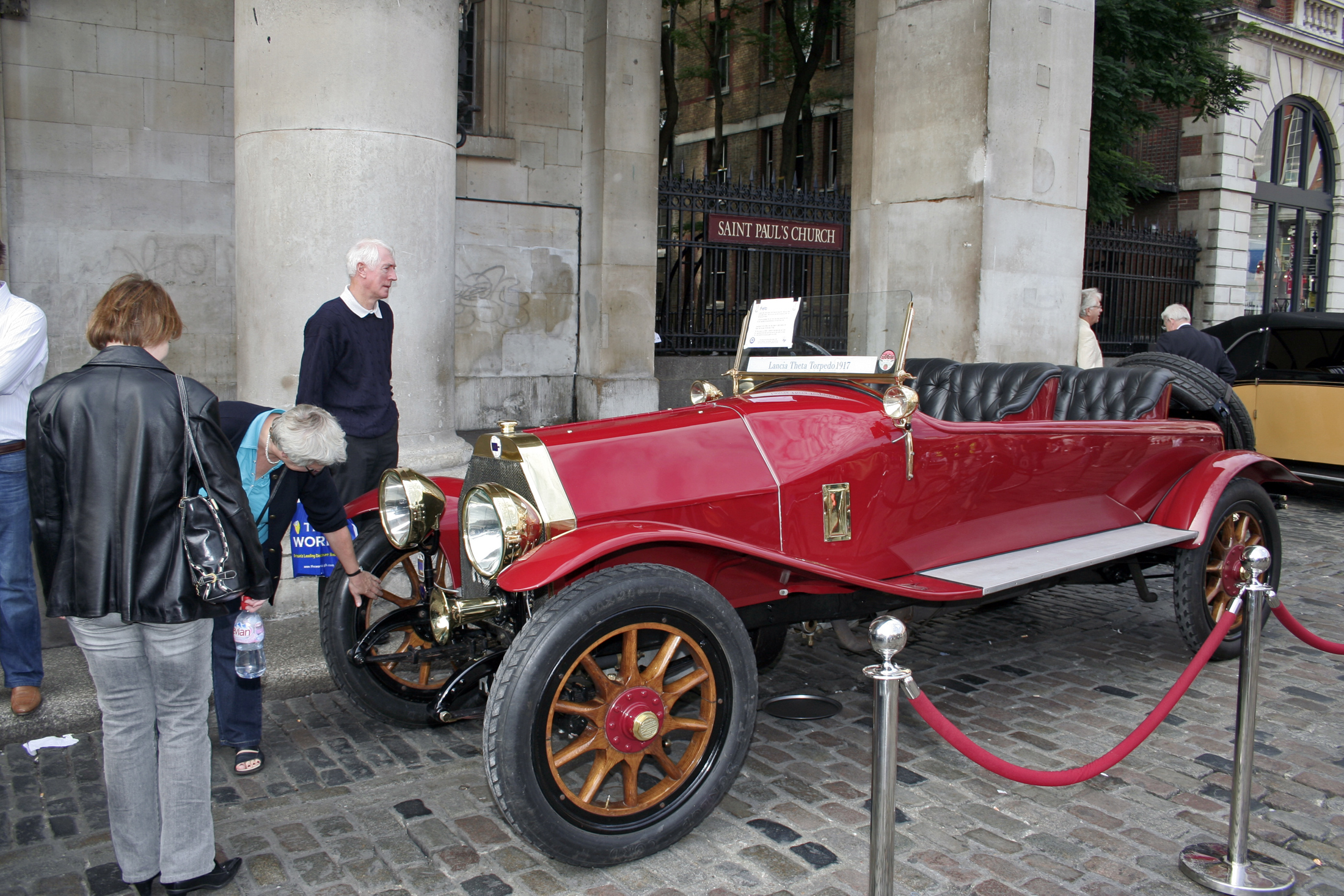

لانچیا تتا-۳۵اچ‌پی (Lancia Theta-۳۵HP) خودرویی است که در سال‌های ۱۹۱۳ تا ۱۹۱۸تولید شده‌است.
طراحی آن خودروهای موتور جلو-محور عقب بوده وزن آن در حالت طبیعی ۱٬۰۶۰ کیلوگرم (۲٬۳۴۰ پوند) است.
موتور آن ۴۹۴۱ سی‌سی است.